# تالار فخرالدین اسعد گرگانی
تالار فخرالدین اسعد گرگانی تالاری در گرگان, استان گلستان است که نام خود را از فخرالدین اسعد گرگانی گرفته‌است. شروع ساخت آن در سال ۱۳۵۱ آغاز و در هشتم اردیبهشت ماه ۱۳۵۷ توسط فرح دیبا افتتاح گردید.
کار ساخت این تالار ۴۵۰ نفره ۶ سال به طول انجامید و طراحی آن به گونه‌ای انجام شد که دومین سن استاندارد تالار کشور بعد از تهران در گرگان ساخته شود.